# チンポを見たがる女たち
『チンポを見たがる女たち』（チンポをみたがるおんなたち）は、日本のアダルトビデオシリーズ。AVメーカーMOODYZ（ムーディーズ）製作。

## 概要
着衣の女性に男性器を見せ女性の反応を楽しむCFNMをテーマにしたAVで、その中では世界最長のシリーズ作品であった。監督は、女性の藤沢いずみ。

### 代表的な作品構成の一例
街角で女性複数のグループに声をかけ、スタジオに連れてくる。スタジオではAV男優が女性達の前で全裸になり（女性達は脱ぐことはない）、女性達はスタッフの誘導に従いAV男優を勃起させたり、勃起した様子をスケッチする。最終的に、女性達の手コキなどにより女性達の目の前でAV男優が射精する様子を見せる。その際の、女性達の声、顔色など過剰なまでの反応、不慣れな様子での手コキなど作品描写する。
なお、この種の作品でいう「一般女性」とは、AV女優や風俗嬢のような性風俗関係のプロではない女性という意味である。

## 沿革
2003年、それまでは主に有名単体AV女優を多く起用し、単体AVメーカーとしての色が強かった（現在でも単体女優作品を多く製作し、単体メーカーの色は強い）MOODYZから、マニア嗜好色の強いフェチ的作品第1作目として「チンポを見たがる女たち 1 学校編」が発売される。発売当初は、上記理由におけるそれまでの同社の作品傾向から、人気単体女優作品を好む顧客層からは注目されていなかったが、当作品のテーマであるCFNMに性的嗜好があり、かつAVカテゴリーの中でもCFNMというジャンルの認知度が低いがゆえにCFNM作品に枯渇を覚えていた顧客層からは逆に注目を浴びることとなる。同社公式サイト内BBS（現在は閉鎖）では、その第1作目のマニア層の的を射た脚本・演出に賞賛、シリーズ化希望の書き込みが殺到。その反響を受け、設定を病院・会社と変え、ハイペースで作品を製作。
シリーズ初期の頃は、AV女優を起用し、設定・脚本に力を入れるドラマ的要素の強い作品が多かったが、最近では街で一般女性に声を掛け、ドッキリ番組風に男性器を見せる（見られる）バラエティ的要素の強い作品が大半を占めている。また「チンポを見たがる女たち15 素人娘にドッキリ露出編」では、お笑い芸人のへらちょんぺが出演していたり、「チンポを見たがる女たち20 特別編・みやすのんき学園スペシャル」では、漫画家のみやすのんきが原案・監修で参加している等、AV界以外の人物とも作品内でコラボレーションを果たすなどで注目された。

## 受賞歴
- 2003年MOODYZ忘年会にて、2003年の作品部門特別賞[1]。

## 海外での評価
国内はもとより、海外でも日本のCFNM作品としてさまざまなCFNMサイトで紹介されていた。海外ではCFNMというジャンルは日本に比べ早くから確立されているが、当シリーズは海外CFNMファン層からの評価においても、概ね賞賛された。また、海外でも同一シリーズで長期にわたるシリーズ化が成されているCFNM作品はなく、CFNM後発国日本にありながらも、当シリーズは世界最長のCFNMAVシリーズとなった。

## DVD
- チンポを見たがる女たち 1 学校編(2003年7月)
- チンポを見たがる女たち 2 病院編
- チンポを見たがる女たち 3 OL編
- チンポを見たがる女たち 4 素人娘編
- チンポを見たがる女たち 5 修学旅行編
- チンポを見たがる女たち 6 素人娘のAV現場見学 前編
- チンポを見たがる女たち 7 素人娘のAV現場見学 後編
- チンポを見たがる女たち 8 素人娘のチンポ鑑賞会
- チンポを見たがる女たち 9 湘南ビキニ&夜遊び娘編
- チンポを見たがる女たち 10 沖縄ビキニ&夜遊び娘編
- チンポを見たがる女たち 11 部活編 美人女教師とブルマ集団
- チンポを見たがる女たち12 街のカワイイお嬢さん編
- チンポを見たがる女たち 素人編未公開バージョンPART.1
- チンポを見たがる女たち13 素人娘と混浴温泉スペシャル
- チンポを見たがる女たち14 ますます過激！素人娘編
- チンポを見たがる女たち15 素人娘にドッキリ露出編
- チンポを見たがる女たち16 真夜中の過激素人娘編
- チンポを見たがる女たち17 さらに過激！深夜のほろ酔い素人娘編
- チンポを見たがる女たち18 美人妻編
- チンポを見たがる女たち19 社員旅行編
- チンポを見たがる女たち 素人編未公開バージョンPART.2
- チンポを見たがる女たち20 特別編・みやすのんき学園スペシャル（当作のみ秋山豊監督）
- チンポを見たがる女たち21 素人娘がチンポに釘付け編
- チンポを見たがる女たち22 ウブでカワイイ素人編 だけど全員チンポ触っちゃいました。
- チンポを見たがる女たち23 エロカワ系過激素人編
- チンポを見たがる女たち24 イカせたがりの過激素人編
- チンポを見たがる女たち25 夏の湘南、過激素人娘編
- チンポを見たがる女たち26 過激素人おネエさん編
- チンポを見たがる女たち27 過激素人娘&現役美人エステティシャン登場！編
- チンポを見たがる女たち28 2006年夏総決算！過激浴衣素人娘編
- チンポを見たがる女たち29 2007年夏到来！過激素人ビキニ娘編
- チンポを見たがる女たち30 夏！沖縄！素人娘のナイスリアクションスペシャル！
- チンポを見たがる女たち31 夜遊び女とストリップ大会&美人お姉さんとヌード撮影会編
- チンポを見たがる女たち32 過激エロトークの美人お姉さんたちに露出しちゃいました編
- チンポを見たがる女たち33 沖縄美ゅら海・美人お姉さん大集合編
- チンポを見たがる女たち34 素人娘の番台初体験！夢のCFNM銭湯編
- チンポを見たがる女たち35 小悪魔系過激AGEAGE素人娘編
- チンポを見たがる女たち36 超過激！素人娘のフェラチオ、手コキ、アナル舐め編
- チンポを見たがる女たち37 日本全国過激素人娘編(2009年7月)